# Die meistgesuchten Verbrecher der Welt
Die meistgesuchten Verbrecher der Welt (Originaltitel: World's Most Wanted) ist eine US-amerikanische Krimi-Dokureihe des Streamingdienstes Netflix über einige der meistgesuchten Flüchtigen des organisierten Verbrechens.

## Inhalt
Die Dokureihe behandelt mit hochwertigen Spielszenen, Archivbildern und Interviews mit namhaften Personen, einige der meistgesuchten Flüchtigen des organisierten Verbrechens, darunter Ismael „El Mayo“ Zambada García, Félicien Kabuga, Semion „Don Semyon“ Mogilevich und Matteo „U siccu“ Messina Denaro.
| Ismael Zambada García | Félicien Kabuga | Semjon Judkowitsch Mogilewitsch | Matteo Messina Denaro |
| --------------------- | --------------- | ------------------------------- | --------------------- |
|                       |                 |                                 |                       |

## Episodenliste
| Nr. (ges.) | Nr. (St.) | Deutscher Titel                                                | Originaltitel                                                   | Zusammenfassung | Erstveröffentlichung USA | Deutschsprachige Erstveröffentlichung (D/A/CH) | Regie                              |
| ---------- | --------- | -------------------------------------------------------------- | --------------------------------------------------------------- | --- | ------------------------ | ---------------------------------------------- | ---------------------------------- |
| 1          | 1         | Ismael „El Mayo“ Zambada García: Der Kopf des Sinaloa-Kartells | Ismael "El Mayo" Zambada Garcia: The Head of the Sinaloa Cartel | Über den mutmaßlich einflussreichsten Drogenboss des mexikanischen Sinaloa-Kartells namens Ismael „El Mayo“ Zambada García.                  | 5. Aug. 2020             | 5. Aug. 2020                                   | Paul Moreira                       |
| 2          | 2         | Félicien Kabuga: Der Finanzier des Genozids in Ruanda          | Félicien Kabuga: The Financer of the Genocide in Rwanda         | Über den von 1994 bis 2020 flüchtigen, ruandischen Geschäftsmann Félicien Kabuga, der als Finanzier des Völkermords in Ruanda von 1994 gilt. | 5. Aug. 2020             | 5. Aug. 2020                                   | Thomas Zribi                       |
| 3          | 3         | Samantha Lewthwaite: Die Weiße Witwe                           | Samantha Lewthwaite: The White Widow                            | Über die britische, seit dem Jahr 2016 meistgesuchte Terrorverdächtige der westlichen Welt namens Samantha „Sherafiyah“ Lewthwaite.          | 5. Aug. 2020             | 5. Aug. 2020                                   | Hugo Van Offel                     |
| 4          | 4         | Semion Mogilevich: Der russische Mafiaboss                     | Semion Mogilevich: The Russian Mafia Boss                       | Über das mutmaßlich mächtigste Oberhaupt der russischen Solnzewo-Bruderschaft namens Semion „Don Semyon“ Mogilevich.                         | 5. Aug. 2020             | 5. Aug. 2020                                   | Martin Boudot                      |
| 5          | 5         | Matteo Messina Denaro: Cosa Nostras letzter Pate               | Matteo Messina Denaro: Cosa Nostra’s Last Godfather             | Über das mutmaßlich einflussreichste Oberhaupt der sizilianischen Cosa Nostra namens Matteo „U siccu“ Messina Denaro.                        | 5. Aug. 2020             | 5. Aug. 2020                                   | Cyprien D’Haese, Caroline Du Saint |

## Liste der Interviewpartner
| Namen                           | Beschreibung                                                                                            | Bild |
| ------------------------------- | --- | ---- |
| David Lorino                    | Ein ehemaliger Spezialagent der DEA in Chicago.                                                         |      |
| Jack Riley                      | Ein ehemaliger Spezialagent der DEA.                                                                    |      |
| William B. Purpura              | Strafverteidiger von Joaquín „El Chapo“ Guzmán Loera.                                                   |      |
| Víctor Gerardo Garay Cadena     | Ehemaliger Leiter der mexikanischen Antidrogenbehörde.                                                  |      |
| Pierre-Richard Prosper          | US-Sonderbotschafter für Kriegsverbrechen (2001–2005).                                                  |      |
| Jean-Pierre Ruzindana           | Ein wegen Völkermordes zu 10 Jahren Haft verurteilter Sträfling.                                        |      |
| Jacques Pitteloud               | Ehemaliger Schweizer Geheimdienstoffizier.                                                              |      |
| Jean-Philippe Ceppi             | Schweizer Reporter.                                                                                     |      |
| Jean-Jacques Fontaine           | Schweizer Reporter.                                                                                     |      |
| Valérie Bemeriki                | Ehemalige Moderatorin für Radio-Télévision Libre des Mille Collines.                                    |      |
| John-Allan Namu                 | Afrikanischer Enthüllungsreporter.                                                                      |      |
| Stephen Rapp                    | US-Sonderbotschafter für Kriegsverbrechen (2009–2015).                                                  |      |
| Éric Emeraux                    | Gendarmerie-Oberst.                                                                                     |      |
| Jamie Pyatt                     | Britischer Journalist.                                                                                  |      |
| Gina Vale                       | Forscherin am King’s College London.                                                                    |      |
| David Videcette                 | Ehemaliger Kriminalbeamter des Scotland Yard.                                                           |      |
| Martin Otieno                   | Leiter einer Anti-Terror-Einheit in Afrika.                                                             |      |
| Matthew Bryden                  | Ehemaliger UN-Ermittler.                                                                                |      |
| Peter Okono                     | Buchhalter aus Kenya.                                                                                   |      |
| Patrick Mercer                  | Ehemaliger Colonel der British Army.                                                                    |      |
| Zakia Hussein                   | Stellvertretende Polizeichefin der somalischen Polizei.                                                 |      |
| Abdullahi Mohamed Ali           | Ehemaliger Leiter der National Intelligence and Security Agency.                                        |      |
| Thomas Fuentes                  | Ehemaliger Special agent des FBI.                                                                       |      |
| Craig Unger                     | US-amerikanischer Enthüllungsreporter.                                                                  |      |
| Leonid Roitman                  | Ehemaliges Mitglied der Mogilevich-Organisation von der Solnzewo-Bruderschaft.                          |      |
| Jonathan Winer                  | Ehemaliger stellvertretender U.S.-Assistant Secretary of State                                          |      |
| Kenneth F. McCallion            | Ehemaliger Staatsanwalt und Bundesermittler.                                                            |      |
| Zdeněk Macháček                 | Ehemaliger Beamter der tschechischen Abteilung für Aufdeckung organisierter Kriminalität (ÚOOZ).        |      |
| Mario Scaramella                | Italienischer Sicherheitsberater und Geheimdienst-Experte.                                              |      |
| Calogero Germanà                | Ehemaliger italienischer Polizist.                                                                      |      |
| Lirio Abbate                    | Italienischer Journalist.                                                                               |      |
| Giuseppe Fontana                | Ein ehemaliger Häftling und Freund von Matteo „U siccu“ Messina Denaro.                                 |      |
| Santino „Mezzanasca“ Di Matteo. | Ehemaliger Mafioso des Altofonte-Mafia-Clans von der sizilianischen Cosa Nostra und späterer Kronzeuge. |      |
| Massimo Russo                   | Ein ehemaliger Magistrat aus Palermo.                                                                   |      |
| Carmelo Marranca                | Ehemaliger Polizist.                                                                                    |      |
| Rocco Lo Pane                   | Direktor der Direzione Investigativa Antimafia.                                                         |      |
| Giuseppe Cimarosa               | Sohn des einstigen Mafioso und späteren Kronzeugen Lorenzo Cimarosa.                                    |      |
| Rosa Filardo                    | Ehefrau von Lorenzo Cimarosa und Cousine von Matteo Messina Denaro.                                     |      |

## Synchronisation
Die deutsche Synchronisation der Dokureihe entstand unter der Dialogregie von Gesine Hirsch nach einem Dialogbuch und der Übersetzung von Gloria Dentler durch die Synchronfirma FFS Film- & Fernseh-Synchron.